# Cleistanthus pedicellatus
Cleistanthus pedicellatus är en emblikaväxtart som beskrevs av Joseph Dalton Hooker. Cleistanthus pedicellatus ingår i släktet Cleistanthus och familjen emblikaväxter. Inga underarter finns listade i Catalogue of Life.